# Gambia na Letnich Igrzyskach Olimpijskich 1988
Gambię na Letnich Igrzyskach Olimpijskich 1988 w Seulu reprezentowało 6 zawodników: 5 mężczyzn i 1 kobieta. Najmłodszym reprezentantem tego kraju był biegacz Momodou Bello N'Jie (18 lat 315 dni), a najstarszym zapaśnik Bakary Sanneh (29 lat 72 dni).
Był to drugi start reprezentacji na letnich igrzyskach olimpijskich.

## Lekkoatletyka
Kobiety
- Jabou Jawo – bieg na 100 metrów (odpadła w eliminacjach)

Mężczyźni
- Dawda Jallow – bieg na 400 metrów (odpadł w ćwierćfinałach)
- Momodou Bello N'Jie – bieg na 800 metrów (odpadł w ćwierćfinałach)

## Zapasy
Mężczyźni
- Adama Damballey – waga do 74 kg (odpadł w 4. rundzie)
- Matarr Jarju – waga do 82 kg (odpadł w 2. rundzie)
- Bakary Sanneh – waga do 90 kg (odpadł w 2. rundzie)